# 地球末日戰
是一部於2013年上映的美國動作恐怖電影，由馬克·福斯特執導，馬修·麥可·卡納漢、德魯·戈達德與戴蒙·林道夫以卡納漢及J·麥可·斯特拉日恩斯基提供的故事為基礎撰寫劇本，其英語片名基於馬克斯·布魯克斯的2006年小說《打鬼戰士II：檔案Z》。主演布萊德·彼特飾演一名前聯合國調查員傑瑞·藍恩（Gerry Lane），傑瑞被迫走遍全球，以找尋阻止殭屍病毒蔓延全球的方法。
2007年，彼特的B計劃娛樂獲得了電影的改編權，並指派福斯特擔任導演。2009年，卡納漢受聘重寫劇本。拍攝於2011年7月在馬爾他開始進行，預算約為1.25億美元，8月，劇組遷移至格拉斯哥和布達佩斯取景。電影最初打算於2012年12月上映，但製作過程中受到了波折。6月，該片的發行日期被延遲，而演員們回到布達佩斯進行为期7週的補拍。戴蒙·林道夫受聘來改寫第3幕，但沒有時間來完成，後讓德魯·戈達德重寫了一遍。重拍作業於9月至10月間進行。
2013年6月2日，《末日之戰》於倫敦首映，在第35屆莫斯科國際影展上获选成为開幕片。6月14日，電影於紐約和洛杉磯上首映，随后于6月21日正式在美國以2D和RealD 3D两个版本上映。電影收穫的正面評價集中在布萊德·彼特的精彩演出及對殭屍類型的真實呈現，但無力的結局和過時的CGI受到批評。無論如何，該片在商業方面取得了成功，製片預算為1.9億美元，而其票房總額逾5.4億美元，成為有史以來最賣座的殭屍電影。《末日之戰》上映不久後便宣布推出續集，原定于2017年6月9日發行，但最終遭到取消。

## 劇情
前聯合國調查員傑瑞·藍恩（Gerry Lane）帶著妻子凱倫和兩個女兒在費城市區公路上行車時，突然發生一系列事故。他們逃離城市，被一個墨裔家庭收留一晚。
等到凌晨時，墨裔家庭被喪屍圍剿，家中小男孩湯瑪斯僥倖逃生後趕上傑瑞一家，最後和他們一起坐直升機逃離城市，到達位於大西洋的聯合國航空母艦安格斯號，並在隔天跟隨護衛隊出發前往韓國。
衆人抵達韓國，史匹克上尉率領的漢弗萊營駐軍帶領他們進入位於病毒爆發點的基地內部。傑瑞接替法斯貝獨自調查，進入基地裡最早爆發病毒的病房卻沒得出什麼結論，於是決定去耶路撒冷尋找更多答案，抵達耶路撒冷後見到汪布朗。
汪布朗表示以色列幾個月前攔截到某位政治人物的簡訊，顯示他們在對抗「羅剎」（印度神話中的惡魔，類似會活動的死人，類似喪屍），才讓以色列國防軍立刻趕工將耶路撒冷強化成巨大高牆防住外圍的喪屍，順便將未感染的倖存者接到高牆內部的安全地帶。然而疏散人群中的宗教人士高唱宗教歌慶祝時，不慎將牆外的喪屍全部吸引過去，用“疊羅漢”的方式越過高牆。市民們慌亂逃離時，汪布朗也搭車撤離，傑瑞逃跑過程中目睹排山倒海的喪屍群體無視一位站在路中央的老人或是一位瘦小虛弱的小孩，任其幸免於難。由於傑瑞的軍用運輸機早已離開，傑瑞只好搭上一架撤離用的客機，途中一位以色列女兵賽根手被咬傷，傑瑞當機立斷將她斬手制止感染，帶她及時起飛離開淪陷的以色列。
先前喪屍攻勢中一些人沒被攻擊的景象引發傑瑞更多思考，將聯繫泰瑞的電話給機組人員，讓飛機降落在最近的疾控中心。然而，一隻藏匿於飛機行李艙中的喪屍跑入機艙攻擊，讓大部分乘客開始轉變成喪屍，走投無路的傑瑞與賽根用手榴彈將機艙炸毀，雖然使所有喪屍吸出飛機，但同時破壞飛機渦輪而迫降在目的地附近。唯獨在空難裡倖存的傑瑞和賽根扶持著對方來到英國威爾斯疾控中心，裡面的研究員靠電話得知傑瑞的身份，泰瑞告知傑瑞的家人已經被送往加拿大新斯科舍的安全區。傑瑞訴說他所看到的不尋常景象，推論喪屍咬人是在尋找適合的宿主藉以傳染病毒，因此不會攻擊那些患有絕症或其他重大病症的人們。在座研究員們也認為採取這種偽裝法便能研發出“對抗”病毒的疫苗，讓倖存者在喪屍面前猶如隱形一般。
由於該中心存放所有實驗藥劑樣本的B棟已被幾十隻喪屍佔據，傑瑞只好陪賽根跟隨一名帶路的研究員深入虎穴。三人到達存放庫時被喪屍發現，賽根被迫開槍而轉眼間吸引大部分喪屍，傑瑞冒險將喪屍都引至別處，但賽根和研究員無法靠近存放庫，被迫先撤退回A棟封門。傑瑞獨自來到無喪屍的存放庫，雖然拿到所有配方藥劑，但一隻喪屍剛好堵在門口。無計可施之下，傑瑞決定拿自己做人體實驗，為以防不測而希望在監視器另一頭的眾人能幫他跟他家人告別。注射正確病毒等待一會後開門，而喪屍直接無視傑瑞，得以讓傑瑞慢慢走回A棟。傑瑞打完解藥後跟賽根離開中心，達成使命的他來到新斯科舍與妻小們團圓。所有研究員立即趕工研發出這種偽裝型疫苗。全世界軍方在幾年內讓倖存者全數注射疫苗後，人類開始向喪屍發動反擊。

## 角色
- 布萊德·彼特飾演傑瑞·藍恩[7]，前聯合國安全理事會調查員，曾在危險戰區進行調查工作。
- 米瑞·伊諾斯（英语：Mireille Enos）飾演凱倫·藍恩[7]，傑瑞的妻子。
- 戴妮拉·卡提茲（英语：Daniella Kertesz）飾演「賽根」[7]，一名以色列陸軍士兵，跟隨傑瑞逃離以色列。
- 詹姆斯·巴奇·戴爾飾演駐韓美軍韓福瑞營的美國陸軍第2步兵師上尉史匹克[7]。
- 路迪·柏根（英语：Ludi Boeken）飾演尤爾根·汪布朗[7]，以色列情報及特殊使命局的主任；負責準備以色列的預先防禦行動。
- 馬修·福克斯飾演特種部隊隊員[7]，隸屬於美國海軍特種作戰研究大隊，他執行救援任務乘坐HH / MH-65 C/D Dolphin直升機（英语：HH-65C Dolphin）的機尾有寫NAVY。
- 法納·莫奇納（英语：Fana Mokoena）飾演泰瑞·烏穆托尼[7]，聯合國副秘書長。
- 大衛·摩斯飾演前CIA探員[7]，因意識到威脅而將槍枝賣給北韓，進而受到監禁。
- 伊萊耶斯·加貝爾（英语：Elyes Gabel）飾演安德魯·法斯貝博士[7]，病毒學家。
- 大衛·安德魯斯（英语：David Andrews (actor)）飾演美國海軍司令[7]
- 彼得·卡波蒂飾演世界衛生組織（WHO）的醫生[7]
- 皮耶法蘭西斯柯·法維諾飾演 美國疾病管制與預防中心的醫生[7]
- 莫里茲·布萊楚（英语：Moritz Bleibtreu）飾演WHO的醫生[7]
- 艾比蓋爾·哈格羅夫飾演瑞秋·藍恩[7]，傑瑞的長女。
- 史特琳·潔林斯（英语：Sterling Jerins）飾演康斯坦斯·藍恩[7]，傑瑞的么女。
- 麥可·俞斯曼飾演艾利斯[7]，駐韓美軍韓福瑞營第2步兵師士兵。
- 露絲·奈嘉飾演飾演WHO的醫生[7]

## 製作

### 籌拍
在與李奧納多·狄卡皮歐的製片公司亞壁古道影業競標後，布萊德·彼特的B計劃娛樂於2007年獲得小說的電影版權。首部劇本由電視劇《巴比倫五號》及漫畫《Rising Stars》的創作者J·麥可·斯特拉日恩斯基撰寫，他視改編工作的挑戰為「從一本聯合國殭屍戰爭報告書中創造一位主角」。2008年11月中旬，馬克·福斯特簽約擔任導演，並形容該片讓人想起1970年代如《大陰謀》的陰謀驚悚片。然而，斯特拉日恩斯基視2002年間諜電影《神鬼認證》為一個適當的比較，並指出電影將具備廣大的國際範圍，以維持政治的要點。當被問及有關他參與該片的話題時，小說作者麥克斯·布魯克斯表示，他「不具有控制權」，但贊成將主角交由布萊德·彼特詮釋，並表態支持斯特拉日恩斯基擔任編劇。布魯克斯說：「我無法捨棄它，但斯特拉日恩斯基找到了一種將其融合在一起的方法。我閱讀了最終草稿後感到驚奇」。
2008年3月，一份早期的劇本被洩漏到網路上，引來了Ain't It Cool News的評論，Ain't It Cool News稱該劇本「[不]只是對於一本深奧書籍所進行的優質改編，它[也]是一部流派定義的作品，其也許能看出我們所有人都在爭論一部殭屍電影是否符合『最佳影片獎』的題材」。該評論還指出，這部電影的風格與《人類之子》相似，電影跟隨傑瑞·藍恩一同遊走於戰後世界，並訪問殭屍戰爭的倖存者，他「開始懷疑存活是否是任何一種形式的勝利」。斯特拉日恩斯基曾希望電影能在2009年初開始製作。2009年3月，福斯特表示劇本仍在發展中，他不確定《末日之戰》是否將會是他的下一部導演作品。3月下旬，謠言表明，製片工作室已設立起來，電影正在進行早期的前期製作作業。6月，馬克·福斯特告訴記者，電影將會推遲，說明劇本仍需極大的發展，且「還遠遠無法實現」。
7月，布魯克斯透露，劇本由馬修·麥可·卡納漢重寫。因投入了大量的製片預算，布魯克斯認為這「顯示了[製片人]對電影的信心」。派拉蒙影業及UTV Motion Pictures在2010年聖地牙哥國際漫畫展上宣布，福斯特擔任電影的導演，並證實布萊德·彼特將飾演主角。2011年3月，據報導，派拉蒙影業正在尋找共同贊助商，並且很有可能在沒有贊助商的情況下終止電影的製作。該文章還指出，派拉蒙影業花費11個小時的努力，尋求與其密切合作的共同贊助商大衛·艾里森的贊助。一星期後，據報導，大衛·艾里森的天空之舞製片公司和其他兩名贊助商正進行著熱烈而重大的談話。

### 前期製作
電影的攝影師勞勃·李察遜宣布，前期製作於2011年4月開始。同月，據報導，拍攝地點將包含松林工作室和倫敦。米瑞·伊諾斯加盟飾演傑瑞·藍恩的妻子及兩個孩子的母親。6月，詹姆斯·貝吉·戴爾與片方討論有關參演該片的事宜。他的角色是一名試圖提醒當局殭屍威脅是事實的美國士兵。同月，據報導，拍攝將於7月在馬爾他開始，取景地點包含法勒他及三姊妹城。幾天後，馬修·福克斯與艾德·哈里斯進入談判，茱莉亞·李維-柏根加入了演員的行列。同天，露西·阿哈里斯以一名年輕巴勒斯坦婦女的角色參演電影。也有報導稱，該片將於蘇格蘭的格拉斯哥進行攝影作業。格拉斯哥將會與費城相同，「建構中的店面布景及道路上的美國車」。據報導，該城市在獲選之前，劇組「耗費多個月尋找完美的市中心位置，其在電影中扮演著重要的一部份」。由於「電影製作人對於國家稅收抵免的不確定性」，費城通過了篩選。最初的拍攝計畫為先在英格蘭的皇家唐橋井進行，而後再遷移至格拉斯哥取景。6月下旬，視覺效果工作室Cinesite宣布，該工作室將為電影製作「大量的鏡頭」。有別於先前的報導，月底時，報導指出，馬修·福克斯與艾德·哈里斯都將不會擔任該片的主演：福克斯與先前承諾和泰勒·派瑞共同主演的電影《FBI重裝戒備》起了時間安排上的衝突。福克斯後來被發現他於康沃爾郡的法爾茅斯拍攝場景。

### 拍攝

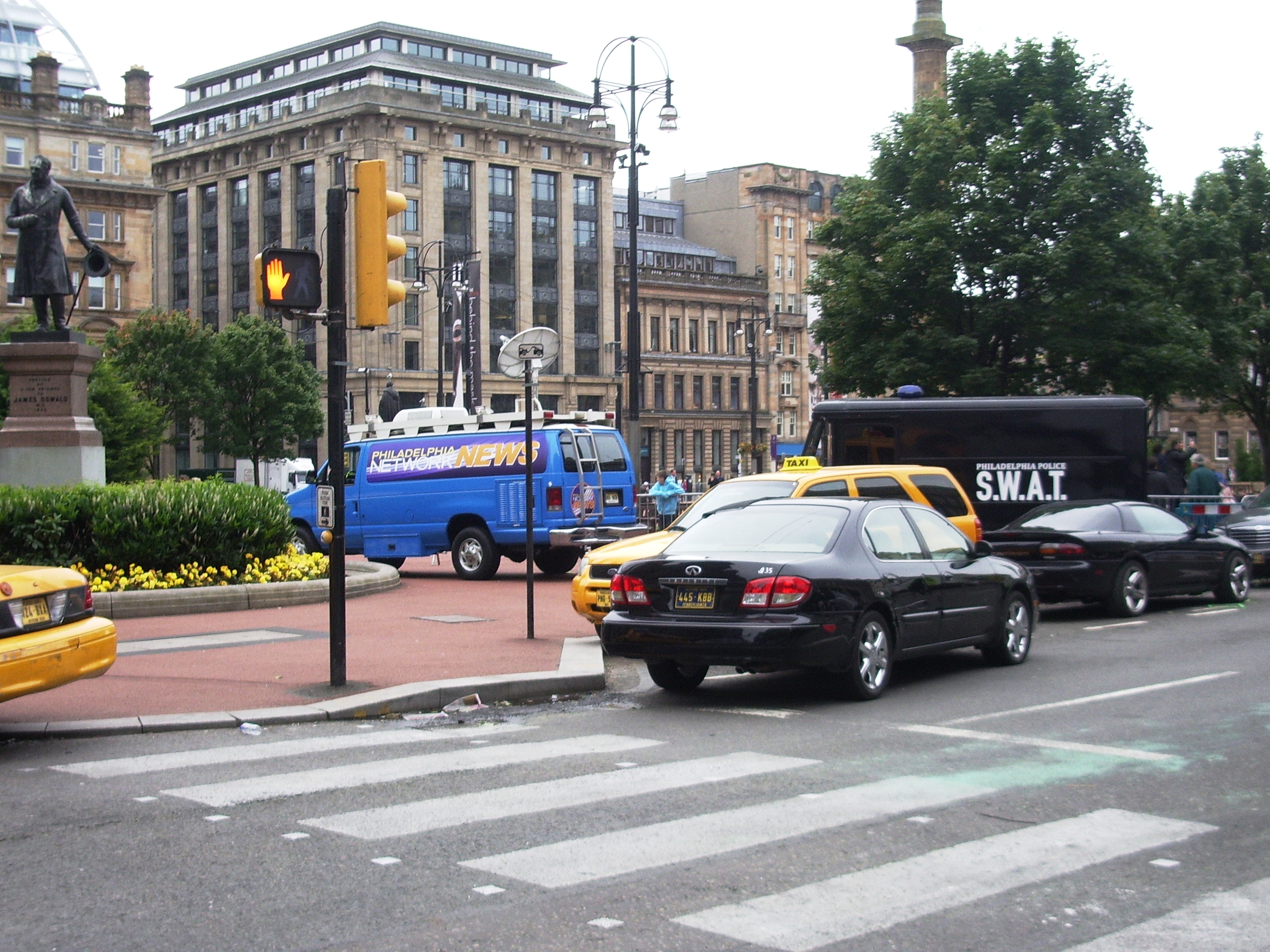
電影於格拉斯哥的拍攝現場，攝於2011年8月

《末日之戰》的主體拍攝於2011年7月在馬爾他開始，製片預算為1.25億美元。開拍幾天後，首批拍片過程的照片釋出。拍攝作業計畫於8月移至蘇格蘭的格拉斯哥進行，製片公司正尋找2,000名當地演員加入電影的拍攝行列。7月9日，至少有3,000人參與了位在格拉斯哥的電話選角，希望有機會出現在費城金融區的一個場景中。場景也於康沃爾郡的法爾茅斯取景。同月，電視劇《冰與火之歌：權力遊戲》演員伊萊耶斯·加貝爾簽約飾演一名名為法斯貝的角色。
8月，布萊恩·克蘭斯頓為一名「渺小但不可忽視」的角色進行談判。同月，《法爾科克先驅報》報導，電影將在蘇格蘭格蘭奇茅斯的格蘭奇茅斯精煉廠周邊的一條路上進行攝影。該地點被選上，而道路的長度是拍攝的關鍵。幾天後，派拉蒙影業宣布電影將於2012年12月21日在美國發行。同月的晚些時候，格拉斯哥的拍攝作業開始進行。該片的外景經理表示，格拉斯哥之所以會被選上，是因為該城市的建築、寬廣的道路及鐵柵的分布。在於格拉斯哥取景之前，劇組也在英國皇家海軍輔助艦隊RFA阿格斯（A135）為場景進行拍攝。該船改為美國海軍麥迪遜號，其變更包含在煙囪上裝設一個新的舷號，以及於上層建築增添一些「美國色彩」。阿格斯的領航員史蒂芬·麥克馬尼曼說，「船正在航行，我們添加了四艘小型雙體船，它們的用途為讓攝影機所標記，使軍艦能在之後以CGI加入電影中」。10月，大衛·摩斯加盟飾演一名「監禁在廢棄監獄中的囚犯」。
製片人最初打算於俄羅斯拍攝電影的高潮戰爭場景，但最終劇組選擇遷移至布達佩斯拍攝該場景。布達佩斯的攝影作業於10月10日晚上開始。那天早上，電影用來存放道具槍枝的倉庫受到匈牙利反恐中心的突襲搜查。85架突擊步槍、狙擊步槍及手槍已由私人飛機運往布達佩斯存放過夜，不過製片人未能與匈牙利當局進行明確的運送程序，儘管進口文件表明這些武器已經失效，但所有槍枝都被證實具備齊全的功能。2012年2月10日，調查人員無法確定哪個「組織或個人」具有「所有權」後撤銷指控；因為他們無法「判定哪一方應負起刑事責任」。

### 後期製作
2012年5月，劇組返回布達佩斯進行為期七週的補拍作業。隔月，編劇戴蒙·林道夫受聘改寫電影的第3幕，並計畫於9月或10月重拍。然而，林道夫同時也為《普羅米修斯》重寫劇本，並擔任《闇黑無界：星際爭霸戰》的聯合編劇，沒時間為劇本的新結局做準備。7月，派拉蒙影業聘請林道夫於《LOST檔案》中的搭檔德魯·戈達德來改寫第3幕。林道夫解釋說，劇本於拍攝方面的效率低，電影在劇本定稿前即開始拍攝，進而使結局「突然而不連貫」，且失去了大量的鏡頭。林道夫給予高管兩個選擇，他們最終選擇拍攝30至40分鐘的額外鏡頭，使結局能夠連貫起來。戈達德後來告訴《Creative Screenwriting》，「對我而言，《末日之戰》的一大課題是派拉蒙影業、B計劃娛樂和布萊德·彼特，他們說的簡單：『讓我們多花點時間，來呈顯給觀眾最棒的觀影體驗』，但實際上能做到的並不多。很多時候，那些人只是把電影擺在那裡並說：『我們將在首映週末時賺回本，接著電影就會默默淡出』。這種想法令我搖頭」。
重拍加上其他超額預算使得製片成本上升至1.9億美元左右，震驚了派拉蒙影業的總裁馬克·伊凡斯。在布達佩斯拍攝的幾個場景內，包含位在莫斯科紅場的大規模殭屍戰鬥，但該場景在最終剪輯裡刪除，以減少電影的政治色彩，將其導至更為普遍和平的暑期大片。俄羅斯的高潮戰爭場景有著時長12分鐘的鏡頭，讓彼特的角色透過殭屍看起來更像「英雄戰士」，有別於先前「關心家人的男人」的形象。第二副導演賽門·克瑞恩表示，「它不再是受到驅動的角色了……[製片人]真的得好好考慮他們對第3幕的看法」。此外，場景也於肯特郡桑威治的輝瑞大樓拍攝，在該場景中，傑瑞試圖找尋解決殭屍大流行的方法。
2013年3月，據報導，派拉蒙影業修改了電影中，角色推測殭屍大流行起源於中國的一個場景，希望能於該國上映。然而，一名得知電影將於中國上映的高管於6月的《The Wrap》中表示，電影的剪輯版本受到中國審查員的回絕。派拉蒙影業的高管聲稱，他「不知道電影受到任何抵制」，並解釋說，「我們已提交了一個剪輯版本，但尚未得到回應」。

## 音樂
2011年12月，據報導，馬可·貝爾特拉米簽約為電影製作配樂。2013年5月，英國搖滾樂團謬思合唱團在他們的YouTube頻道上發布了一個視頻，暗示其將為《末日之戰》的配樂做出貢獻；歌曲《第二法則：孤立的系統》及《跟隨我》（由電子樂團尼羅雙電組製作）的迴響貝斯版本於電影中使用。6月，華納兄弟唱片公司推出了由貝爾特拉米作曲的電影原聲帶。
| 評論得分   | 評論得分  |
| 來源       | 評分      |
| ---------- | --------- |
| Movie Wave | 3.5/5颗星 |
| Filmtracks | 3/5颗星   |

| 末日之戰：電影原聲帶 | 末日之戰：電影原聲帶       | 末日之戰：電影原聲帶 |
| 曲序                 | 曲目                       | 时长                 |
| -------------------- | -------------------------- | -------------------- |
| 1.                   | Philadelphia               | 4:03                 |
| 2.                   | The Lane Family            | 2:47                 |
| 3.                   | Ninja Quiet                | 2:54                 |
| 4.                   | Searching for Clues        | 5:33                 |
| 5.                   | NJ Mart                    | 4:01                 |
| 6.                   | Zombies in Coach           | 3:43                 |
| 7.                   | Hand Off!                  | 2:49                 |
| 8.                   | No Teeth No Bite           | 3:25                 |
| 9.                   | The Salvation Gates        | 4:24                 |
| 10.                  | Wales                      | 5:22                 |
| 11.                  | Like a River Around a Rock | 5:08                 |
| 总时长：             | 总时长：                   | 44:09                |

## 上映
《末日之戰》最初計畫於2012年12月21日由派拉蒙影業及天空之舞製片公司在美國發行，但而後於2012年3月時被推遲至2013年6月21日。派拉蒙影業選擇以《神隱任務》填補《末日之戰》原先計畫的上映日期。該片的全球首映禮於2013年6月2日在萊斯特廣場的帝國劇院舉行。英國搖滾樂團謬思合唱團為電影的配樂做出貢獻，並於《末日之戰》在騎兵衛隊閱兵場的首映音樂會上演出，以協助推廣該片。6月6日，彼特在一天之內，出席了位於亞特蘭大、費城、芝加哥及奧斯汀的電影放映。該片獲選在第35屆莫斯科國際影展上擔任開幕片。6月19日，電影特地於上映的前兩天在格拉斯哥的格羅夫納劇院搶先上映。

## 迴響

### 評價
爛蕃茄上收集的257篇專業影評文章中，有173篇給予該片「新鮮」的正面評價，「新鮮度」為67%，平均得分6.2分（滿分10分），該網站的共識性評價寫道「儘管與原著分道揚鑣，但《末日之戰》仍帶來了聰明、迅速的恐懼以及從布萊德·彼特到殭屍類型的紮實表現」。而基於另一影評匯總網站Metacritic上的46篇評論文章，其中30篇予以好評，2篇差評，14篇褒貶不一，平均分為63（滿分100），綜合結果為「普遍良好的評價」。據CinemaScore進行的調查，觀眾的平均評價於A+至F間落於「B+」。
《滾石》的彼得·崔維斯給予電影3顆星（滿分4顆）的評價，表示「懸念是殺手」。《衛報》的亨利·巴恩斯認為，《末日之戰》是殭屍類型電影中「極為嚴肅的嘗試」，催生了一部「衝擊力十足但傳統的動作驚悚片」。《綜藝》雜誌的史考特·方德斯認為該片為「經典殭屍電影增添了驚人的聰明、吸引力及想像力的元素」，且「大量重寫、重拍及於後期製作中拼拼湊湊的痕跡幾乎無從於電影裡尋獲」。《好萊塢報導》的陶德·麥卡錫寫道，「布萊德·彼特在全球殭屍動亂的沉浸式啟示錄中提供了得力的演出」。《紐約時報》的A·O·史考特表示，「[它]並不試圖擴展商業娛樂的界限，但它可以找到有趣的方式來消磨其中的時間」。
相反的，《紐約每日新聞》的喬·紐瑪爾表示，《末日之戰》「並不是一部夏日驚悚片。而是一部無精打采的動作片，由於它一路喧鬧著走向結局，進而促成了死人肢體一般的興奮」。《The Wrap》的阿隆索·杜拉爾德說，「為了呈現可能會發生的人類大滅絕的恐怖效果，電影中的真人演員看起來是如此的呆滯，讓該片看起來就像是電子遊戲《植物大戰殭屍》的電影版」。

### 票房
《末日之戰》於北美的總票房為2.04億美元，其他地區3.376億美元，全球共計5.4億美元。《綜藝》雜誌稱其為真正的票房成功。
在北美，電影於星期五收穫2,520萬美元，其中包含在星期四的午夜場中所進帳的360萬美元。首映週末，《末日之戰》收入6,641萬美元，落後《怪獸大學》名列第二。該成績於未在首映週末位居冠軍的電影票房排名中名列第4高（僅次《腦筋急轉彎》、《明天過後》及《冰雪奇緣》），且是布萊德·彼特主演電影內最成功的首週末票房，以及6月上映電影裡的第10高首週成績。
在其他地區，電影於首映當天（2013年6月20日，星期四）收穫570萬美元，並在首映週末進帳4,580萬美元，排名第三。
台灣方面，最終全台票房為新台幣2.36億元。

### 榮譽
| 獲獎及提名列表 | 獲獎及提名列表 | 獲獎及提名列表 | 獲獎及提名列表    | 獲獎及提名列表 | 獲獎及提名列表 |
| 年份           | 獎項           | 類別           | 獲提名者          | 結果           | 參考資料       |
| -------------- | -------------- | -------------- | ----------------- | -------------- | -------------- |
| 2014年         | 青年藝術家獎   | 最佳年輕女主演 | 阿比蓋爾·哈格羅夫 | 提名           | [ 91 ]         |
| 2014年         | 土星獎         | 最佳驚悚電影   | 《末日之戰》      | 獲獎           | [ 92 ]         |

## 家庭媒體
電影的藍光及DVD版本於2013年9月17日發布。其中藍光光碟包含一個未分級的剪輯版本。該剪輯版本約較原版本多出7分鐘，其中不包含進一步的劇情或人物發展，僅在先前的部分場景中增強驚悚及暴力的感覺。

## 電子遊戲
電子連線生存恐怖遊戲《末日之戰 World War Z》由Phosphor Games Studio開發，並於2013年5月透過iOS行動平台發布。該遊戲分拆自電影，背景設定於丹佛、京都及巴黎，且有著與電影截然不同的角色。
2019年，Saber Interactive開發的《末日之戰》在PlayStation 4、Microsoft Windows和Xbox One上發布，為四人合作遊戲，內含分布於世界上七個地區的任務。

## 與原著小說的不同
於2012年的採訪中，布魯克斯表示，該片與原著小說除了英語標題之外毫無其他共同之處。

## 取消續集
2012年1月，福斯特與派拉蒙影業表示《末日之戰》將是一部三部曲，並說明「其將具備AMC的電視劇《陰屍路》中令人不安的末日氛圍，並於之中帶有麥特·戴蒙的《神鬼認證》系列電影的紮實基礎及寫實槍砲」。由於電影在製片作業中所遇到的問題，未來的續集計畫遭到擱置。
2013年6月，隨著《末日之戰》開出亮眼的票房成績後，派拉蒙影業宣布將繼續推展續集。12月，據報導，胡安·安东尼奥·巴亚纳獲選擔任導演。2014年5月，史蒂芬·奈特受聘撰寫劇本。5月，宣布續集的發行日期為2017年6月9日，但在2016年1月，派拉蒙影業表示，導演貝耶納因需籌備手中的其他電影，進而退出導演一職。8月，《綜藝》雜誌報導，續集尚未投入製作，大衛·芬奇正在進行談判，以擔任電影的導演。2017年2月8日，派拉蒙影業宣布，由於續集尚未開拍，便無法於2017年6月上映。他們同時也表示續集已被無限期推遲。2017年2月8日，派拉蒙宣布，續集依然沒有開始拍攝，至少要到2018年甚至2019年才會推出。2017年4月，大衛·芬奇已接近簽約執導續集。2017年6月24日，官方表示，大衛·芬奇確認擔任導演，而布萊德·彼特也會回歸演出。續集一度訂於2018年秋天開拍，但2018年4月，因芬奇將重心放在電視劇《破案神探》上，所以續集無法於2018年開拍。2018年10月，製片人蒂蒂·嘉納確認續集將於2019年6月開始拍攝。主體拍攝將涵蓋五個國家，但在已進行數個月的前期製作以及籌組團隊後，續集於2019年2月正式遭到取消 。《好萊塢報導》引述的一個消息來源稱，中國政府禁止出現殭屍或鬼的電影，使續集失去中國市場，是派拉蒙不願為耗資2億美元的續集亮起綠燈的單一最大原因。

## 外部連結
- 官方网站
- 互联网电影数据库（IMDb）上《地球末日戰》的资料（英文）
- 爛番茄上《地球末日戰》的資料（英文）
- Metacritic上《地球末日戰》的資料（英文）
- AllMovie上《地球末日戰》的资料（英文）
- Box Office Mojo上《地球末日戰》的資料（英文）